# فيلوباتس تيريبيليس
فيلوباتس تيريبيليس (الاسم العلمي: Phyllobates terribilis) هو نوع، في جنس Phyllobates ‏.